# Get Along with You
Singles de Yūko Nakazawa
Tokyo Bijin
(2002) Genki no Nai Hi no Komoriuta (...)
(2004)
Get Along with You (écrit en capitales : GET ALONG WITH YOU) est le huitième single en solo de Yūko Nakazawa, sorti en 2003. 

## Présentation
Le single sort le 21 mai 2003 au Japon sous le label zetima, écrit et produit par Tsunku. Il atteint la 30e place du classement de l'Oricon. Il se vend à 7 061 exemplaires la première semaine, et reste classé pendant trois semaines, pour un total de 9 379 exemplaires vendus ; c'est alors la plus faible vente d'un disque de la chanteuse. La chanson-titre figurera d'abord sur la compilation Petit Best 4 de fin d'année, puis sur le deuxième album solo de la chanteuse, Dai Nishō ~Tsuyogari~, qui sortira un an en plus tard ; elle figurera aussi sur sa compilation Legend de 2008.

## Liste des titres
1. Get Along with You (GET ALONG WITH YOU?)
2. Tokyo Hatsu Saishū (東京発　最終?)
3. Get Along with You (Instrumental) (GET ALONG WITH YOU...?)